# Alqomar Tehupelasury
Alqomar Tehupelasury (sinh ngày 16 tháng 6 năm 1995) là một cầu thủ bóng đá người Indonesia thi đấu ở vị trí tiền vệ cho câu lạc bộ PSPS Pekanbaru.

## Bàn thắng quốc tế

### U-19 Indonesia
| #  | Ngày                | Địa điểm                                        | Đối thủ  | Bàn thắng | Kết quả | Giải đấu                                  |
| -- | ------------------- | ----------------------------------------------- | -------- | --------- | ------- | ----------------------------------------- |
| 1. | 10 tháng 9 năm 2013 | Sân vận động Gelora Delta, Sidoarjo, Indonesia  | Brunei   | 2–0       | 5–0     | Giải vô địch bóng đá U-19 Đông Nam Á 2013 |
| 2. | 5 tháng 9 năm 2014  | Sân vận động Quốc gia Mỹ Đình, Hà Nội, Việt Nam | Thái Lan | 1–0       | 2–6     | Giải vô địch bóng đá U-19 Đông Nam Á 2014 |